# 建武 (西燕)
建武（386年三月—386年九月）是西燕君主慕容忠的年号，共计7個月。

## 纪年
| 建武 | 元年  |
| ---- | ----- |
| 公元 | 386年 |
| 干支 | 丙戌  |

## 参看
- 中国年号索引
- 其他时期使用的建武年号
- 同期存在的其他政权年号
  - 凤凰（386年二月-十一月）：张大豫自立年号
  - 太元（376年正月-396年十二月）：東晉皇帝晋孝武帝司马曜的年号
  - 太安（385年八月-386年十月）：前秦政权苻丕年号
  - 白雀（384年四月-386年四月）：后秦政权姚苌年号
  - 建初（386年四月-394年四月）：后秦政权姚苌年号
  - 建义（385年九月-388年六月）：西秦政权乞伏国仁年号
  - 建兴（386年二月-396年四月）：后燕政权慕容垂年号
  - 登国（386年-396年六月）：北魏政权拓跋珪年号